# Stade du Fort Carré
Das Stade du Fort Carré ist ein Rugby- und Fußballstadion im französischen Antibes, Region Provence-Alpes-Côte d’Azur.
Das Stadion wurde 1912 eingeweiht und liegt nahe dem Fort Carré. Es ist die Heimspielstätte des FC Antibes. Die Anlage bietet heute 4000 Zuschauern Platz, vor dem Zweiten Weltkrieg lag die Kapazität bei etwa 15.000 Plätzen.
Während der Fußball-Weltmeisterschaft 1938 war es Austragungsort des Viertelfinales zwischen Schweden und Kuba, das vor 6.846 Zuschauern mit 8:0 (4:0) endete.